# Halowe Mistrzostwa Świata w Lekkoatletyce 2025 – bieg na 400 m kobiet
Bieg na 400 metrów kobiet – jedna z konkurencji biegowych rozgrywanych podczas halowych lekkoatletycznych mistrzostw świata w Nanjing’s Cube w Nankinie.
Tytułu mistrzowskiego z 2024 nie broniła Femke Bol.

## Terminarz
Źródło: worldathletics.org.
| Data     | Godzina |            |
| -------- | ------- | ---------- |
| 21 marca | 20:26   | Eliminacje |
| 22 marca | 20:44   | Finał      |

## Rekordy
W poniższej tabeli przedstawiono (według stanu przed rozpoczęciem mistrzostw) rekord świata, rekord halowych mistrzostw świata, rekordy kontynentów oraz najlepszy wynik na listach światowych w 2025.
|                                   | Zawodniczka        | Wynik | Miejsce        | Data               |
| --------------------------------- | ------------------ | ----- | -------------- | ------------------ |
| Rekord świata                     | Femke Bol          | 49,17 | Glasgow        | 2 marca 2024(dts)  |
| Rekord halowych mistrzostw świata | Femke Bol          | 49,17 | Glasgow        | 2 marca 2024(dts)  |
| Rekord Afryki                     | Charity Opara      | 50,73 | Stuttgart      | 1 lutego 1998(dts) |
| Rekord Ameryki Południowej        | Aliyah Abrams      | 51,57 | Belgrad        | 18 marca 2022(dts) |
| Rekord Ameryki Północnej          | Isabella Whittaker | 49,24 | Virginia Beach | 15 marca 2025(dts) |
| Rekord Australii i Oceanii        | Maree Holland      | 52,17 | Budapeszt      | 4 marca 1989(dts)  |
| Rekord Azji                       | Kemi Adekoya       | 51,45 | Portland       | 19 marca 2016(dts) |
| Rekord Europy                     | Femke Bol          | 49,17 | Glasgow        | 2 marca 2024(dts)  |
| Listy światowe                    | Isabella Whittaker | 49,24 | Virginia Beach | 15 marca 2025(dts) |

## Listy światowe
Poniższa tabela przedstawia 10 najlepszych wyników na świecie uzyskanych w sezonie 2025 przed rozpoczęciem mistrzostw.
Źródło: worldathletics.org.
| Poz. | Zawodniczka        | Reprezentacja     | Wynik | Data              | Miejsce         |
| ---- | ------------------ | ----------------- | ----- | ----------------- | --------------- |
| 1.   | Isabella Whittaker | Stany Zjednoczone | 49,24 | 15 marca(dts) br  | Virginia Beach  |
| 2.   | Aaliyah Butler     | Stany Zjednoczone | 49,78 | 1 marca(dts) br   | College Station |
| 3.   | Lieke Klaver       | Holandia          | 50,38 | 8 marca(dts) br   | Apeldoorn       |
| 4.   | Henriette Jæger    | Norwegia          | 50,44 | 16 lutego(dts) br | Toruń           |
| 5.   | Alexis Holmes      | Stany Zjednoczone | 50,51 | 23 lutego(dts) br | Nowy Jork       |
| 6.   | Amber Anning       | Wielka Brytania   | 50,57 | 14 lutego(dts) br | Fayetteville    |
| 7.   | Kaylyn Brown       | Stany Zjednoczone | 50,70 | 1 marca(dts) br   | College Station |
| 8.   | Rachel Joseph      | Stany Zjednoczone | 50,88 | 1 marca(dts) br   | Lubbock         |
| 9.   | Dejana Oakley      | Jamajka           | 50,90 | 1 marca(dts) br   | College Station |
| 10.  | Polina Tkalicz     | Rosja             | 50,98 | 1 marca(dts) br   | Moskwa          |

Pogrubioną czcionką oznaczono zawodniczki, które wzięły udział w mistrzostwach.

## Wyniki

### Eliminacje
Awans: Dwie najlepsze z każdego biegu (Q).
Źródło: worldathletics.org.
| Pozycja | Bieg | Tor | Zawodniczka            | Reprezentacja     | Czas         | Uwagi |
| ------- | ---- | --- | ---------------------- | ----------------- | ------------ | ----- |
| 1.      | 3    | 6   | Amber Anning           | Wielka Brytania   | 50,79        | Q     |
| 2.      | 1    | 5   | Henriette Jæger        | Norwegia          | 51,42        | Q     |
| 3.      | 1    | 6   | Martina Weil           | Chile             | 51,67 (,662) | Q,    |
| 4.      | 2    | 6   | Alexis Holmes          | Stany Zjednoczone | 51,67 (,666) | Q     |
| 5.      | 3    | 5   | Rosey Effiong          | Stany Zjednoczone | 52,13        | Q     |
| 6.      | 2    | 5   | Justyna Święty-Ersetic | Polska            | 52,22        | Q     |
| 7.      | 2    | 4   | Bassant Hemida         | Egipt             | 52,62        |       |
| 8.      | 2    | 3   | Leah Anderson          | Jamajka           | 52,86        |       |
| 9.      | 3    | 3   | Liu Yinglan            | Chiny             | 53,14        | PB    |
| 10.     | 3    | 2   | Daniela Ledecká        | Słowacja          | 53,39        |       |
| 11.     | 1    | 4   | Sita Sibiri            | Burkina Faso      | 55,54        | NR    |
| 12.     | 2    | 2   | Bongiwe Mahlalela      | Eswatini          | 56,34        | PB    |
| 13.     | 3    | 4   | Anny de Bassi          | Brazylia          | 56,67        | PB    |
| 99 !    | 1    | 3   | Joanne Reid            | Jamajka           | DNS          |       |

### Finał
Źródło: worldathletics.org.
| Pozycja | Tor | Zawodniczka            | Reprezentacja     | Czas  | Uwagi |
| ------- | --- | ---------------------- | ----------------- | ----- | ----- |
| 01 !    | 6   | Amber Anning           | Wielka Brytania   | 50,60 |       |
| 02 !    | 4   | Alexis Holmes          | Stany Zjednoczone | 50,63 |       |
| 03 !    | 5   | Henriette Jæger        | Norwegia          | 50,92 |       |
| 4.      | 3   | Martina Weil           | Chile             | 51,78 |       |
| 5.      | 2   | Justyna Święty-Ersetic | Polska            | 51,97 |       |
| 6.      | 1   | Rosey Effiong          | Stany Zjednoczone | 52,90 |       |